# 증산교
증산교(甑山敎)란 어휘는 현재 두 가지 의미로 나뉜다. 강증산을 신앙의 대상으로 삼은 모든 종교를 가리키는 것으로 증산종교, 증산계 종교라는 의미와 이상호가 세운 '증산교본부'라는 종교를 가리키는 의미이다. 또한 증산도와도 구별되고 있다.

## 역사
증산교(甑山敎)는 전라남도 해남 출신의 이상호(李祥昊)가 창시자로 알려져 있다. 그는 어려서 한학을 수학하고 만주·북경 등을 유랑하다가 28세 때 용화동에서 증산교를 알게 되었다고 하는데 강증산이 죽자 1919년 차경석(車京石)이 보천교(普天敎)의 60방주를 조직할 때 중요직책을 맡게 되어 보천교 총령원장까지 피임되었으나 차경석과 뜻이 맞지 않아 탈퇴하였다고 한다.
1925년 또다른 제자 김형렬(金亨烈)이 세운 미륵불교(彌勒佛敎)로 옮겨 ≪증산천사공사기 甑山天師公事記≫를 집필하였는데 미륵불교 간부들과도 의견이 맞지 않아 1928년 임경호(林敬鎬) · 동생 이정립(李正立) 등과 함께 김제군 금산면 용화동에서 동화교(東華敎)를 세우고 통정(統正)까지 올랐다.
1929년에는 동생 이정립과 함께 ≪대순전경 大巡典經≫을 수집, 간행하였다. 1931년 당시 김제군 백산면 조종리에서 태을교(太乙敎)를 영도하고 있던 강증산의 부인 고부인(高夫人)을 추종하여 동화교와 통합종단을 만들고 대보(大保)에 올랐다. 그러나 교단이 일제에 의하여 강제로 해산되자, 잠시 고향에 머물다가 1937년 정읍으로 이주하였다.
광복이 되자 이정립·최위석(崔偉錫) 등 145인을 모아 서울 마포구 합정동에서 대법사를 조직하여 증산교운동을 전개하였다. 1947년 최위석과 헤어져 별파를 만들고 이름을 증산교라 하였다. 1948년 17개의 증산교 교단이 모여 증산교단 통정원을 조직할 때 부통교가 되었다.
6·25동란 후 김제 용화동에 본부를 정하여 1967년 죽을 때까지 증산교 교주로 있었다. 동생 이정립과 함께 ≪증산천사공사기≫를 발행하였고, 또한 ≪대순전경≫을 발행하여 보급함으로써 증산사상의 정립에 힘썼다.
강증산의 아내 고판례(高判禮)가 1911년 처음으로 공식 교단을 창립한 뒤, 다시 차경석(車京錫)의 보천교(普天敎), 김형렬(金亨烈)의 미륵불교(彌勒佛敎) 외에 증산대도교 · 제화교(濟化敎) · 태을교 · 동화교(東華敎) · 순천교(順天敎) 등 여러 분파로 갈라졌다.

## 비판
오늘날의 증산교 · 증산도 · 태극도(太極道) · 대순진리회 등도 모두 강증산에게서 정통성을 받았다고 주장하지만, 구체적인 부분으로 들어가보면 서로간에 말이 매우 다르다. 조철제(趙哲濟)의 무극대도교, 장기준(張基準)의 순천교(順天敎) 등 강일순으로부터 직접 가르침을 받지 않은 사람들에 의해서도 여러 교단이 생겨났다는 주장이 존재하기 때문이다. 특히 조철제는 옥황상제로 모셔지고 있지만 강일순의 제자는 아니었다.
한편 전라북도 김제의 모악산 배꼽 바로 밑엔 ‘오리알 터’로 불리는 금평저수지가 자리 잡고 있다. 이곳 사람들은 ‘오리알 터’라고 부른다. 하지만 오리하고는 전혀 관계가 없다. ‘올(來) 터’라는 뜻인데 ‘올터’가 시간이 흐름에 따라 ‘오리터’로 다시‘오리알터’가 됐다고 한다. ‘천하우주의 모든 기운이 이곳으로부터 나온다’는 의미이다. 고통받는 중생들을 위해 메시아가 오는 터란 얘기이다. 불교에서라면 미륵불이 오고, 증산교에서라면 상제(上帝) 강증산이 오는 곳이라는 것인데 한마디로 이곳은 모악산 주변의 신흥종교인들에게 ‘우주의 자궁’인 셈이고 모든 생명의 고향으로 평가되는 곳이다.
타원형의 오리알터 위쪽 정수리에 솟은 산이 바로 제비산(帝妃山)이다. ‘황제의 아내 산’이란 뜻이다. 조선시대 혁명아 정여립(1546 ~ 1589)은 서른아홉 살 때 한양의 벼슬을 버리고 이곳에 터를 잡고 살았다. 그는 이곳에서 대동계(大同契)를 만들어 반상의 귀천과 사농공상의 차별, 남녀차별이 전혀 없는 ‘더불어 사는 세상’을 꿈꿨다. 대동계엔 사당패 광대 점쟁이 풍수 무당 등 별의별 인물들이 다 있었다. ‘천하는 공물(公物)인데 어찌 일정한 주인이 있느냐’는 것이다. 그의 집터와 그가 천일 동안 기도를 했다는 치마바위까지 남아있다. 현재 오리알터는 증산교계열의 성지로 모셔지는 곳이다.
강일순(姜一淳, 1871년 음력 9월 19일 ~ 1909년 음력 6월 24일)은 정여립 집터 바로 옆 구릿골(동곡마을)에 약방(광제국·廣濟局)을 차려놓고 구한말 절망에 빠진 백성들을 구제했는데 특히 여성과 백정 무당이 존경받고 서자와 상민이 무시당하지 않는 후천개벽의 세상을 역설했고 그곳에서 서른아홉에 눈을 감았지만 현재까지 흔적은 곳곳에 남아있다. 강증산은 막걸리도 곧잘 마시고, 신이 나면 얼씨구절씨구 어깨춤도 들썩이며 꽹과리나 장구는 물론 굿도 잘했고 평소 “나는 광대요 무당이며 천지농사꾼이다. 광대와 무당이 바로 가장 큰 후천개벽의 전위다.”라고 말했다고 한다.
오리알 터 주변엔 증산계열 종파가 곳곳에 자리 잡고 있다. 증산의 유일한 혈육인 강순임이 세운 증산법종교, 제자 안내성의 증산대도회(백운동 교인촌), 제자 이상호·이정립 형제의 증산교본부, 제자 김형렬의 미륵불교, 제자 서백일의 용화교본부, 증산 외손자가 세운 전각 청도대향원, 증산의 둘째 부인 고수부(태을교)를 모신 집 등이 자리잡고 있다. 이렇게 오늘날까지 증산계에서 태모라고 불리는 고수부가 이끌던 당시 증산교에는 일제강점기 600만명이 신앙했던 보천교를 만든 월곡 차경석, 지금의 박한경이 만들었던 대순진리회의 전신인 무극대도교를 만든 정산 조철제, 원불교를 만든 소태산 박중빈과 2대종법사 정산 송규, 동화교를 만들었던 이상호(본명 이동련), 이정립(본명 이성영) 형제들이 당대 고수부를 신앙으로 믿고 활동했던 것으로 알려져 있다.
당초 전라북도 고부 출신의 강일순으로부터 생겨난 증산교는 강일순은 특별히 종파를 만들지 않았고, 오로지 비겁에 빠진 인간과 신명을 널리 건져 지상선경(地上仙境)을 열기 위한다는 '천지공사'에만 매진한 인물로 알려져 있다. 1909년 강일순의 사후, 그의 부인인 수부 고판례가 선도교를 만든 것이 증산교의 시초이다. 이후 증산 강일순의 제자이며 고부인측의 측근이었던 차경석이 고판례의 선도교로부터 분리되어서 보천교라는 증산교계열의 최대 종파를 만들었으며 신자간에 내부적 갈등을 겪으면서 여러 세부 종파로 갈라지게 되었다.
한편 새로운 인물들이 '천지공사'가르침을 자체적으로 연구하여 종파를 세우는데 바로 정산 조철제가 세운 무극대도교이었다. 일제강점기에는 민족종교를 탄압을 받으며 해체일로에 있다가 광복 이후, 수많은 증산교단들이 다시 부활하여 난맥을 이루는데, 이 중에서 보천교의 신자로서 추정되는 안운산이라는 인물이 강증산의 교리를 연구하여 새로운 종파를 세운 것이 증산도의 전신이다.
무극대도교는 태극도로 바뀌면서 조정산이 이끌다가 조정산이 사망하자 뒤를 이어 박한경이라는 인물이 무극도의 계승을 주장하며 조정산의 아들세력(조영래측)과 물리적 마찰을 겪게 된다. 이에 박한경은 부산 태극도를 떠나 서울로 올라와 새로 포교당을 열고 새 종파를 건립한 것이 바로 대순진리회이다. 대순진리회의 박한경이 사망하자 대순진리회는 또다시 내분을 겪으며 천안측과 여주측의 나누어 대립하였고 법원 판결에도 불구하고 아직까지 완전하게 해결이 안된 상태로 남아있다. 대순진리회의 최대세력은 여주 도량으로 알려져 있다.
증산도는 증산교의 도전(교리)에 충실하다고 알려져 있고 증산 강일순만을 상제로서 인정하고 있다. 대순진리회는 증산 강일순 외에 정산 조철제나, 박한경 도전까지도 상제로서 숭배하고 있다. 현재 증산교계열에서는 최대 세력이 대순진리회이기 때문에, 대순진리회는 나머지 다른 증산계로부터 견제 대상으로 되어 있다. 또한 대순진리회는 증산교의 방계 계열로서 교리 자체도 원래의 증산교와는 많이 달라 증산교를 비롯 다른 증산교계열의 견제와 비판을 받고 있다.
한편 1909년 강증산이 39세의 나이에 죽으면서 마지막 유언을 남겼는데 단순한 내용이었다. “나는 간다. 내가 없다고 조금도 낙심하지 말라. 행하여 오던 대로 잘 행해 나가라.” 평소에도 늘 혹세무민하지 말라 가르쳤고 병든 것을 낫게 하려고 애쓰던 길지 않은 생애였지만 바램과는 달리 증산교는 여러 파로 갈라져 선도교 · 보천교(普天敎) · 미륵불교(彌勒佛敎) · 제화교(濟化敎) · 태을교(太乙敎) 등 수십 개의 독립교단이 난맥상을 이루며 창설되었고 한때 혹세무민하는 종교로 알려지기도 하였다. 실제로 일부 신자들의 기복적이고 주술적 사고방식으로 인해 종종 사회 문제를 불러일으키기도 했다. 그리고 현재까지 그런 지탄을 받는 모습도 일부 남아 있다.

## 같이 보기
- 천지공사
- 원시반본
  - 오메가 포인트(영어판)
- 보천교
- 증산도
- 대순진리회
- 태극도
- 미륵불교
- 태을주